# Tanystylum pfefferi
Tanystylum pfefferi is een zeespin uit de familie Ammotheidae. De soort behoort tot het geslacht Tanystylum. Tanystylum pfefferi werd in 1923 voor het eerst wetenschappelijk beschreven door Loman. 